# Фрэнки и Джонни (фильм, 1991)
«Фрэнки и Джонни» (англ. Frankie and Johnny) — художественный фильм в жанре мелодрамы, поставленный режиссёром Гарри Маршаллом по мотивам пьесы Терренса Макнейли «Frankie and Johnny in the Clair de Lune» (1987). В картине и пьесе обыгрывается название песни «Frankie and Johnny».
Премия BAFTA, номинация на премию Золотой глобус.

## Сюжет
Это фильм о сложных отношениях двух обычных людей, пытающихся построить своё счастье. Джонни — хороший парень, который однажды оступился и угодил за решётку. Фрэнки — милая, но одинокая молодая женщина, которой очень не везло в любви.
Фрэнки тридцать шесть лет, и у неё нет ни мужа, ни детей. Она уже отчаялась найти своего «прекрасного принца». Джонни сорок шесть, три года назад от него ушла жена и забрала детей. Он попал в тюрьму за мелкое мошенничество. Отсидев свои полтора года, он выходит на свободу и хочет начать новую жизнь. В тюрьме он научился готовить и теперь делает это виртуозно. Джонни устраивается поваром в кафе, где официанткой работает Фрэнки. Она ему приглянулась, и он предлагает ей сходить вместе куда-нибудь. Но Фрэнки не соглашается, она не хочет никаких отношений, она привыкла быть одна. Джонни проводит ночь с её подругой-официанткой, но после секса они понимают, что совершили ошибку и совершенно не подходят друг другу. Джонни нужна женщина, которая поймет его без слов, и такой он считает Фрэнки.
Они сближаются на вечеринке, которую устроил их приятель из кафе. Им хорошо вместе, они понимают друг друга с полуслова, и Джонни предлагает «закрепить результат» сексом. Они оба с трепетом готовятся к этому событию. После этого Джонни считает, что они пара, что они должны везде быть вместе и делиться друг с другом всеми своими мыслями и переживаниями; он видит во Фрэнки свою судьбу. Но Фрэнки так не думает, она не верит, что может построить нормальные отношения. Когда Джонни предлагает ей пожениться и завести детей, она в слезах говорит, что не может иметь детей и поэтому Джонни не может её любить. Но он заявляет, что это совершенно не важно, они могут усыновить ребёнка, если Фрэнки захочет. Для Фрэнки это больная тема, так как у неё не было нормальных отношений: один её парень изменил ей с её подругой, а последний «бойфренд» избил её, когда она была беременна, так что из-за этого она еле выжила и теперь никогда не сможет родить. Фрэнки боится близких отношений, она просто не доверяет людям. Джонни же любит её и всеми силами старается помочь ей справиться с сомнениями и сломать эту стену недоверия. После бессонной ночи разговоров, воспоминаний, любви — Фрэнки соглашается разделить кров с Джонни и сблизиться с ним.

## В ролях
| Актёр           | Роль     |
| --------------- | -------- |
| Аль Пачино      | Джонни   |
| Мишель Пфайффер | Фрэнки   |
| Гектор Элизондо | Ник      |
| Нейтан Лейн     | Тим      |
| Кейт Неллиган   | Кора     |
| Джейн Моррис    | Нэдда    |
| Грэг Льюис      | Тино     |
| Эл Фэнн         | Лютер    |
| Эли Китс        | Артемида |
| Фернандо Лопез  | Хорсе    |

## Саундтрек
1. «Frankie and Johnny» — Terense Trent Darby
2. «Dangerous on the dancefloor» — Musto and Bones
3. «Slang yo thang» — The Rhythm
4. «What a fool believes» — The Doobie Brothers
5. «The devil made me do it» — Golden Earring
6. «It must be Love» — Rickie Lee Jones
7. «Your love just aint right» — Angel
8. «Love shack» — B-52s
9. «Until you let go» — Peter Beckett and Jeanette Clinger
10. «Clair de Lune» — Ralph Grierson / Claude Debussy

## Производство
Во время съёмок фильма в соседнем павильоне велись съёмки картины Звёздный путь 6: Неоткрытая страна (англ. Star Trek VI: The Undiscoverd Country) — шестой полнометражный научно-фантастический фильм, действие которого происходит во вселенной Звёздного Пути (Star Trek). Согласно сценарию в одной из сцен Аль Пачино должен был изобразить сильнейшее удивление после того, как откроет дверь. Для большой достоверности актёрской игры в этом эпизоде режиссёр фильма Гэрри Маршалл устроил так, что, открыв дверь, Аль Пачино увидел… Кирка и Спока. Удивление актёра было неподдельным.